# 2021 en Europe
Chronologie de l’Europe
- 2017
- 2018
- 2019
- 2020
- 2021
- 2022
- 2023
- 2024
- 2025

## Climat et environnement
En 2021, l'Europe (du sud notamment) a connu une augmentation du stress thermique estival, avec un record de nombre de jours de chaleur extrême, notamment en Espagne. L'Italie, les Balkans et la Grèce ont subi un fort stress thermique, tandis qu'une grande région allant de la Pologne vers le nord-est a connu un stress thermique modéré, couvrant une superficie bien plus importante qu'à l'accoutumée. En hiver, le stress thermique dû au froid a diminué dans le Nord de l'Europe, avec des niveaux globalement moyens. En termes de précipitations, 2021 a été proche de la moyenne, sans tendance marquée.

## Événements
- La crise sanitaire de la pandémie de covid-19 débutée en 2020 se poursuit.

### Janvier
- Le Portugal prend la présidence du Conseil de l'Union européenne pour six mois.
- 1er janvier : premier jour suivant la fin de la période de transition du Brexit.
- 3 janvier : le Système automatisé de maintien dans la voie fin du délai de six mois permettant l'entrée en vigueur du règlement.
- 15 janvier : en Allemagne, Armin Laschet, ministre-président de Rhénanie-du-Nord-Westphalie, remporte le vote du 33e congrès de l'Union chrétienne-démocrate.
- 17 janvier : de retour en Russie après son séjour en Allemagne à la suite de sa tentative d'empoisonnement, l'opposant Alexeï Navalny est arrêté à l'aéroport de Moscou-Cheremetievo, son avion ayant été dévié de l'aéroport d'arrivée initial.
- 23 janvier :
  - en Espagne, démission du chef de l’état-major de l’armée, le général Miguel Ángel Villarroya, à la suite d'une polémique provoquée par le fait que lui et plusieurs autres hauts-gradés - dont un lieutenant-colonel de la Garde civile licencié la veille - aient reçu le vaccin anti-covid alors qu'ils n'étaient pas prioritaires[2] ;
  - en Russie, des manifestations ont lieu dans plus de 100 villes à la suite de l'arrestation d'Alexeï Navalny.
- 24 janvier : élection présidentielle au Portugal, le président socialiste Marcelo Rebelo de Sousa est réélu dès le premier tour.
- 26 janvier :
  - à la suite de la démission du gouvernement Ratas II, un gouvernement centriste dirigé par la libérale Kaja Kallas, qui devient la première femme Première ministre d'Estonie, est investi ;
  - le président du Conseil italien Giuseppe Conte remet sa démission, deux semaines après la rupture de sa coalition.

### Février
- Du 6 février au 26 mars : Tournoi des Six Nations 2021 au Royaume-Uni en  France en Irlande et Italie.
- 7 février : élections législatives au Liechtenstein.
- 14 février :
  - élections au Parlement de Catalogne ;
  - élections législatives au Kosovo, le parti d'opposition Autodétermination mené par Albin Kurti arrive largement en tête.
- 20 février : La Russie a annonce avoir détecté le premier cas au monde de transmission à l'être humain de la souche H5N8 de la grippe aviaire, ajoutant avoir informé l'Organisation mondiale de la santé (OMS) de cette « découverte importante».

### Mars
- 1er mars : en Arménie, des manifestants prennent d'assaut un bâtiment gouvernemental à Erevan, pour exiger la démission du Premier ministre du pays Nikol Pashinyan.
- 14 mars : élections régionales en Rhénanie-Palatinat et en Bade-Wurtemberg (Allemagne).
- 17 mars : élections législatives aux Pays-Bas.
- 18 mars : l’Espagne devient le quatrième pays européen à légaliser l’euthanasie et le sixième pays dans le Monde[3].
- 30 mars : début des émeutes en Irlande du Nord, province du Royaume-Uni.

### Avril
- 3 et 4 avril : élection présidentielle au Kosovo.
- 4 avril : élections législatives en Bulgarie.
- 17 avril : funérailles de Philip Mountbatten au château de Windsor en Angleterre.
- 18 avril : douze grands clubs européens de football annoncent la création d'une nouvelle compétition, la Superligue, ce qui provoque une crise majeure avec l'UEFA et la FIFA.
- 23 avril : Lancement de la Mission spatiale européenne Alpha.
- 25 avril : élections législatives en Albanie, remportées par le Parti socialiste d'Albanie.
- 28 avril : peu après les émeutes unionistes qui ont secoué l'Irlande du Nord, et dans un contexte plus général de crises multiples (notamment politique, économique et douanière) provoquées par le Brexit et la marginalisation du Parti unioniste démocrate au Parlement du Royaume-Uni par le Parti conservateur, la première ministre unioniste d'Irlande du Nord Arlene Foster démissionne[4].

### Mai
- 4 mai : élections à l'Assemblée de Madrid (Espagne).
- 5 mai : bicentenaire de la mort de Napoléon Ier.
- 6 mai :
  - élections législatives écossaises et élections législatives galloises, en Écosse, les indépendantistes du SNP et des Verts remportent la majorité au Parlement et demandent la tenue d'un nouveau référendum sur l'indépendance après celui de 2014 ;
  - élections locales au Royaume-Uni.
- 8 au 30 mai : Tour d'Italie 2021.
- 10 au 23 mai : Championnats d'Europe de natation 2020.
- 11 mai :
  - 66e cérémonie des David di Donatello en Italie ;
  - Brit Awards 2021 à Londres (Royaume-Uni).
  - Onze personnes sont tuées et 16 autres blessées dans une fusillade de masse dans une école de Kazan dans la république du Tartarstan en Russie. Neuf étudiants sont parmi les morts. Sur les deux assaillants, un est arrêté et un autre tué par les autorités intervenantes.
- 18 mai : en Espagne à Ceuta, l’entrée de 8 000 migrants dont 2 000 mineurs crée une crise diplomatique entre l'Espagne et le Maroc[5].
- 18 au 22 mai : Concours Eurovision de la chanson à Rotterdam aux Pays-Bas.
- 23 mai : détournement du vol Athènes-Vilnius : un avion de chasse intercepte dans l'espace aérien biélorusse un avion de ligne à bord duquel se trouve l'ancien rédacteur en chef du média d’opposition Nexta, Roman Protassevitch. Celui-ci est arrêté par les services de sécurité après l'atterrissage à l’aéroport de Minsk.
- 30 mai : élections législatives à Chypre.

### Juin
- 5 juin : élections municipales en Lettonie.
- 6 juin : élections régionales en Saxe-Anhalt (Allemagne).
- 9 juin : l'Assemblée d'Albanie vote largement (104 députés sur 121) la destitution du président Ilir Meta, car celui-ci n'a pas respecté la Constitution de l'Albanie en participant à la campagne des élections législatives d'avril 2021 ; Meta reste toutefois en place jusqu'à ce que la Cour constitutionnelle donne son avis[6].
- 11 au 13 juin : sommet du G7 en Angleterre.
- 11 juin au 11 juillet : Euro 2020 de football (reporté), dans onze villes d'Europe.
- 13 juin : élections municipales en Finlande.
- 15 juin : l'accord de libre-échange entre l'Australie et le Royaume-Uni, dont le principe a été conclu[7], est le premier accord de libre-échange du Royaume-Uni, après sa sortie de l'Union européenne, qui ne reproduit pas un accord équivalent déjà en place par l'Union européenne[7].
- 20 juin : élections législatives en Arménie.
- 22 juin : le gouvernement espagnol accorde sa grâce aux neuf dirigeants indépendantistes catalans emprisonnés depuis trois ans.
- 24 juin : référendum à Gibraltar, l'avortement est légalisé à presque 63% des voix.
- 25 juin : une attaque à Wurtzbourg (Allemagne) fait 3 morts.
- 26 juin : alors que les contaminations au covid-19 repartent à la hausse au Royaume-Uni à cause du variant delta du SARS-CoV-2, le ministre de la santé Matthew Hancock démissionne à cause d'une polémique lié à son manque de respect des gestes barrières - et dans une certaine mesure à cause de la découverte d'une relation extraconjugale qu'il entretient alors qu'il est marié et père de 3 enfants - et il est remplacé par le ministre de l'économie Sajid Javid[8].

### Juillet
- La Slovénie prend la présidence du Conseil de l'Union européenne pour six mois.
- 11 juillet :
  - élections législatives en Bulgarie ;
  - élections législatives en Moldavie :
  - référendum en Slovénie.
  - l'équipe d'Italie de football  remporte la finale de l'Euro de football 2020 au stade de Wembley face à l'équipe d'Angleterre.
- 14-15 juillet :  de graves inondations touchent l'Allemagne, la Belgique et les pays voisins, faisant environ 200 morts.
- 16 juillet : la Commission Nationale de Protection des Données du Luxembourg inflige à Amazon une amende de 886 millions de dollars américains (environ 746 millions d'euros) pour non-respect du règlement général sur la protection des données, car l'entreprise récupère et analyse les données personnelles de ses clients à des fins de ciblage publicitaire sans leur consentement, ce qui constitue la plus grosse amende jamais infligée dans l'Union européenne pour une infraction de ce type[9],[10].
- 21 juillet : en Angleterre au Royaume-Uni, le port marchand de Liverpool perd son inscription au patrimoine mondial de l’UNESCO.
- 27 juillet : en Allemagne, l'explosion de Leverkusen fait deux morts.

### Août
- 9 au 15 août : Tour de Pologne 2021.
- 14 août au 5 septembre : Tour d'Espagne 2021.
- 30 et 31 août : élection présidentielle en Estonie, Alar Karis est élu.

### Septembre
- 14 août au 5 septembre : Tour d'Espagne 2021.
- 1er au 11 septembre : 78e édition de la Mostra de venise.
- 1er septembre au 19 septembre : Championnat d'Europe masculin de volley-ball 2021.
- 7 au 12 septembre : 1re édition du Salon de l'automobile de Munich.
- 13 septembre : élections législatives en Norvège, remportées par les partis de gauche et centre gauche.
- 19 septembre : élections législatives en Gagaouzie.
- 23 septembre : élections législatives à l'Île de Man.
- 25 septembre : élections législatives en Islande.
- 26 septembre :
  - élections fédérales en Allemagne ;
  - élections régionales à Berlin et en Mecklembourg-Poméranie-Occidentale ;
  - référendum à Berlin ;
  - élections régionales en Haute-Autriche ;
  - élections municipales au Portugal ;
  - référendum à Saint-Marin.
- 28 septembre au 3 octobre : Championnats d'Europe de tennis de table 2021.

### Octobre
- 28 septembre au 3 octobre : Championnats d'Europe de tennis de table 2021.
- 5 octobre : en Roumanie, le gouvernement de Florin Cîțu est renversé par une motion de censure[11].
- 6 octobre : au Royaume-Uni, ouverture de la conférence annuelle du Parti conservateur à Manchester alors que le pays fait face à une pénurie de main-d'œuvre pour alimenter les stations d'essence[12].
- 8 et 9 octobre : élections législatives en Tchéquie.
- 9 octobre : en Autriche, le chancelier Sebastian Kurz annonce sa démission[13].
- 11 octobre : Alexander Schallenberg devient chancelier fédéral d'Autriche.
- 13 octobre : en Norvège, les attaques de Kongsberg font 5 morts.
- 14 octobre : Jonas Gahr Støre devient Premier ministre de Norvège.
- 15 octobre : au Royaume-Uni, le député conservateur David Amess meurt à la suite d’une attaque au couteau. L'agresseur a été arrêté. La police privilégie la piste terroriste[14].
- 31 octobre : démission de Zoran Zaev, premier ministre de Macédoine du Nord.

### Novembre
- 1er au 12 novembre : COP 26 à Glasgow au Royaume-Uni.
- 14 novembre : élection présidentielle et élections législatives en Bulgarie.
- 21 novembre : 2e tour de l'élection présidentielle bulgare, Roumen Radev est réélu.
- 21 novembre :
  - en Autriche, l'ensemble de la population est reconfinée[15] ;
  - un accident de bus en Bulgarie fait 46 morts.
- 24 novembre :
  - en Suède, le Riksdag élit Magdalena Andersson Première ministre, première femme à ce poste, mais elle démissionne quelques heures plus tard, avant d'être reconfirmée le 30 novembre ;
  - le naufrage d'un bateau de migrants dans la Manche fait 31 morts.
- 25 novembre : en Roumanie, le gouvernement Ciucă entre en fonction.
- 28 novembre : Petr Fiala est nommé président du gouvernement de la Tchéquie.

### Décembre
- 6 décembre : Karl Nehammer est investi chancelier fédéral d'Autriche après la démission d'Alexander Schallenberg.
- 8 décembre : Olaf Scholz est élu chancelier fédéral d'Allemagne, succédant à Angela Merkel.
- 13 décembre : en Russie, douze personnes sont blessées alors qu'un adolescent fait exploser un engin explosif dans une école orthodoxe à Serpoukhov[réf. nécessaire].
- 28 décembre : en Russie, la Cour suprême ordonne la fermeture de l'ONG Memorial.